# Chudenín
Chudenín är en ort i Tjeckien.   Den ligger i regionen Plzeň, i den västra delen av landet, 130 km sydväst om huvudstaden Prag. Chudenín ligger 479 meter över havet och antalet invånare är 602.
Terrängen runt Chudenín är kuperad åt sydväst, men åt nordost är den platt. Runt Chudenín är det glesbefolkat, med 13 invånare per kvadratkilometer. Närmaste större samhälle är Klatovy, 18,1 km nordost om Chudenín. I omgivningarna runt Chudenín växer i huvudsak blandskog.